# Brenthis
Brenthis is een geslacht van vlinders uit de onderfamilie Heliconiinae en de familie Nymphalidae.

## Soorten
- Brenthis andersoni Dyar, 1904
- Brenthis daphne (Denis & Schiffermüller, 1775) - Braamparelmoervlinder
- Brenthis distincta Gibson, 1920
- Brenthis hanako Clark, 1936
- Brenthis hecate (Denis & Schiffermüller, 1775) - Dubbelstipparelmoervlinder
- Brenthis ino (Rottemburg, 1775) - Purperstreepparelmoervlinder
- Brenthis mofidii Wyatt, 1969